# Angatuba
Angatuba este un oraș în São Paulo (SP), Brazilia.